# Befana

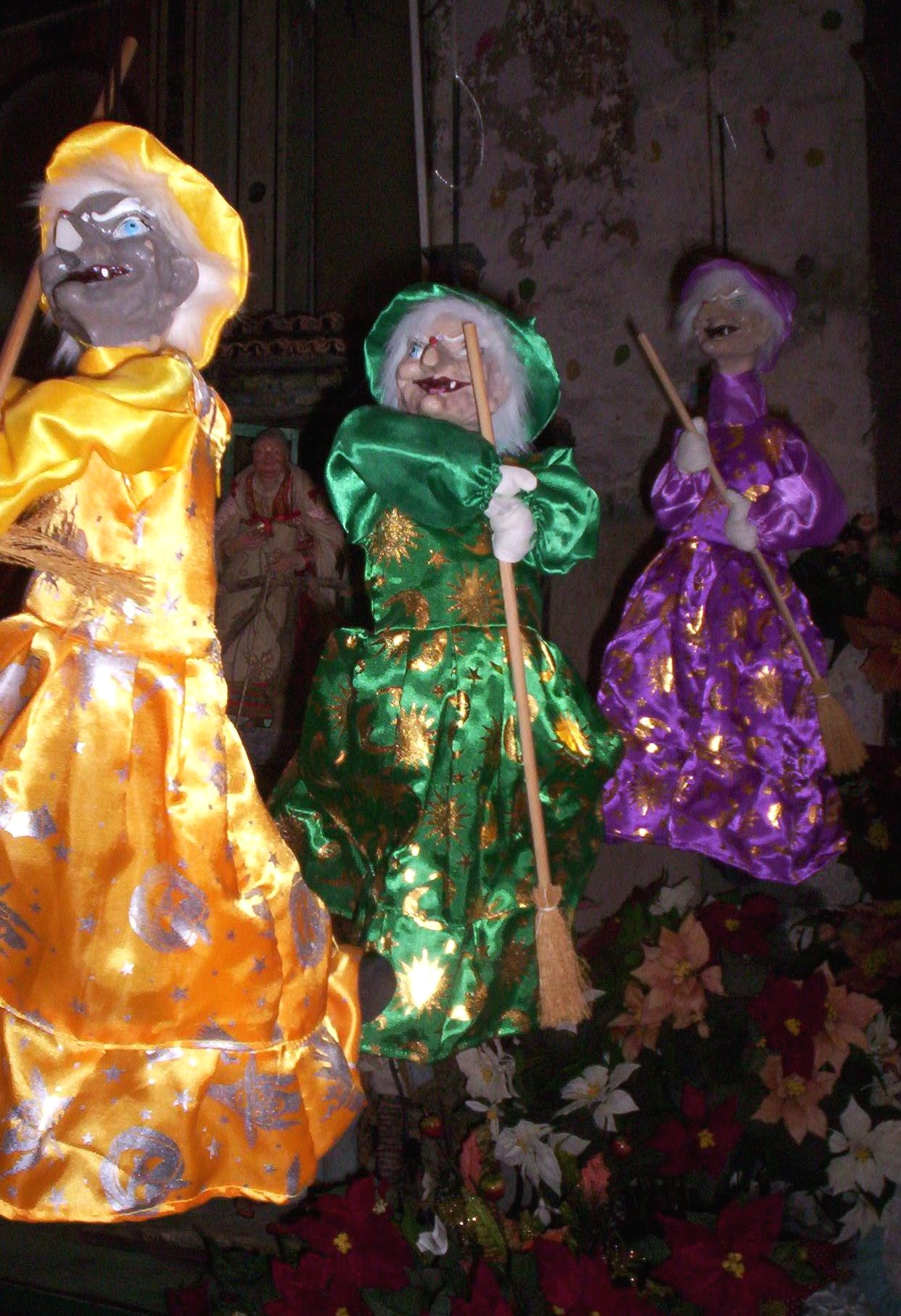
La Befana sous trois formes, munie de son balai.

La Befana est une figure typique du folklore italien.
Son nom vient de la déformation d’Épiphanie, en italien Epifania.

## Présentation
La Befana appartient aux figures folkloriques, pourvue de dons, liés à la fête de la Nativité. La légende dit que la Befana passe dans chaque maison où vivent des enfants la nuit précédant l'Épiphanie (le 6 janvier). Ces derniers accrochent une chaussette pas loin de la cheminée ou de la fenêtre. Pour ceux ayant été bons et gentils au long de l'année, la Befana dépose dans leurs chaussettes des caramels ou des chocolats. En revanche, pour ceux qui n'ont pas été gentils, elle remplit les chaussettes de charbon (en réalité, il s'agit aujourd'hui de sucre noir comestible ou de la réglisse qui ressemble au charbon).
La Befana est souvent décrite comme une vieille femme volant sur son balai. Mais, à la différence d'une sorcière, elle est souvent souriante et porte une bourse et un sac plein de bonbons, de cadeaux, mais aussi de charbon.

## Origine

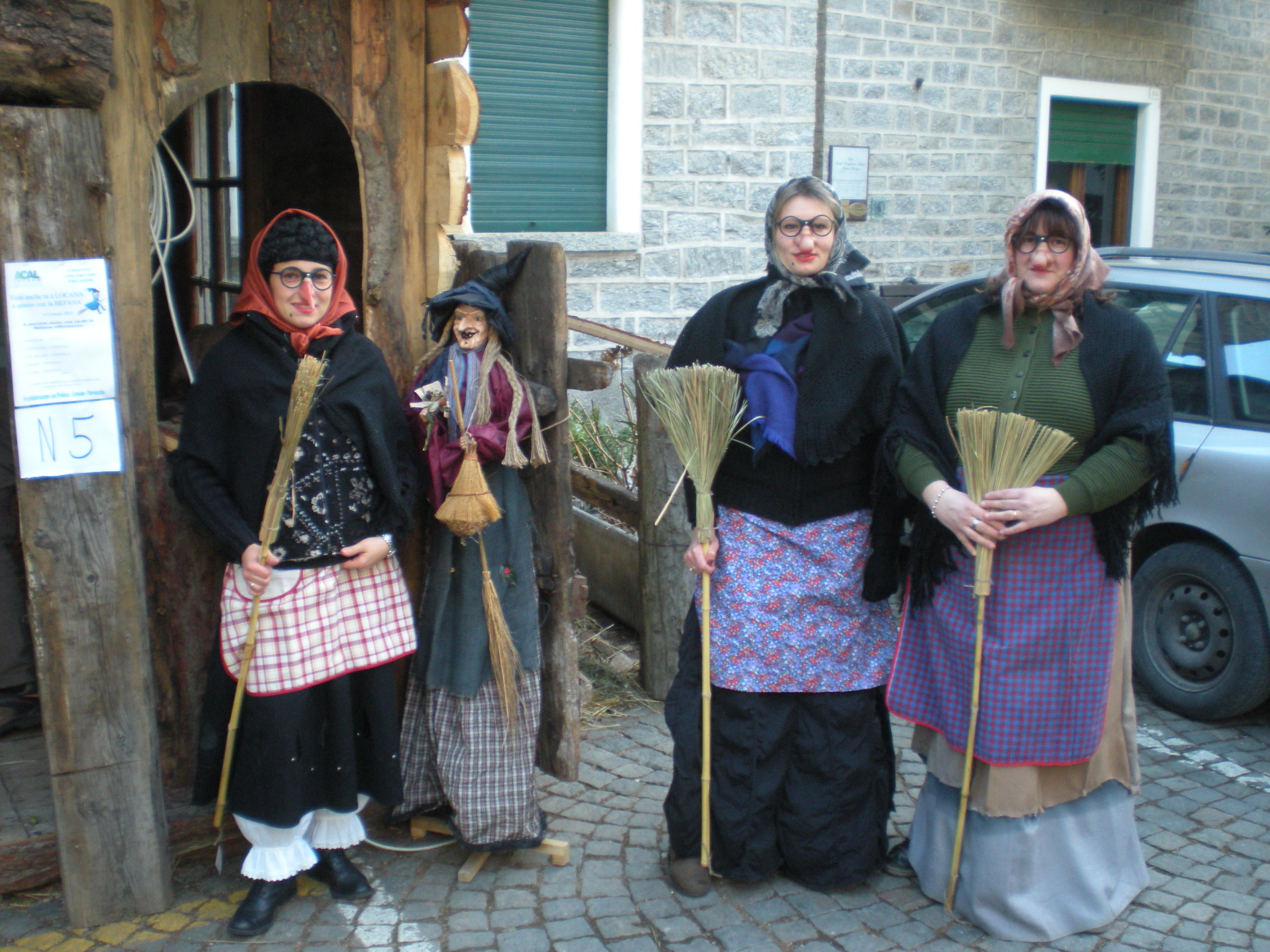
Costumes de Befana

Une hypothèse, non partagée par l'ensemble des spécialistes, suppose que la fête de la Befana dériverait de vieux éléments folkloriques pré-christianiques, reçus et adaptés de la tradition chrétienne. Une hypothèse suggérée est celle qui relie la Befana avec une fête romaine, qui se déroulait au début de l'année en l'honneur de Janus et de Strena et durant laquelle on s'échangeait des cadeaux.
Selon une version de l'histoire que l'on raconte aujourd'hui aux enfants, les mages, sur la route de Bethléem pour offrir des cadeaux à l'enfant Jésus, demandèrent leur chemin à une vieille femme. Ils lui proposèrent de les accompagner, mais elle refusa de les suivre. Par la suite, prise de remords, elle prépara un panier rempli de petits gâteaux, fruits secs... et se mit à leur recherche. Mais elle ne retrouva jamais la caravane des rois mages. Elle offrit donc ses présents aux enfants qu'elle rencontrait. Depuis lors, chaque nuit du 5 au 6 janvier, elle apporte des cadeaux aux enfants sages, et du charbon à ceux qui ne le sont pas.

## Tradition
Dans certaines maisons, on lui laisse une mandarine ou une soupe de haricots (dans le genre de cette recette de minestrone di verdure) : les enfants espèrent bien sûr trouver des bonbons dans leur chaussette, et pas du charbon ! Tous les magasins et les marchés proposent des chaussettes décorées de Befana et de balais, des poupées Befana dont les yeux s'éclairent, ou d'autres plus traditionnelles aux haillons colorés.
Les représentations de la Befana tendent à se confondre avec la sorcière, au chapeau pointu comme on peut la voir à Halloween, mais on trouve des figurines de la Befana Romana, avec un fichu sur la tête et un vêtement plus proche de la tradition. Pour garnir la chaussette des enfants, les parents peuvent acheter des bonbons mais aussi le carbone, le charbon, le plus souvent une préparation à base de sucre, colorée en noir, dure à se casser une dent ! Pour beaucoup d'Italiens, même si Noël a pris plus d'importance que la fête de la Befana, celle-ci reste une tradition très ancrée qui marque la fin des vacances, des festivités de fin d'année. La Befana arrivait tous les soirs dans les maisons des petits Italiens et leur donnait des cadeaux.
En Italie, pour l'Épiphanie, des biscuits surnommés « Befanini » sont confectionnés en l'honneur de Befana avec un zeste de citron, et, optionnellement, des brisures de chocolat ou des raisins secs.

## Chanson
Il y a eu, au fil des années, différentes versions en italien d'une comptine sur la Befana .
| Première version La Befana vien di notte con le scarpe tutte rotte con le toppe alla sottana viva viva la Befana! Deuxième version La Befana vien di notte con le scarpe tutte rotte col vestito alla romana viva viva la Befana! Troisième version La Befana vien di notte con le scarpe tutte rotte col cappello alla romana viva viva la Befana! Quatrième version La Befana vien di notte con le scarpe tutte rotte porta un sacco pien di doni da regalare ai bimbi buoni. Cinquième version La Befana vien di notte con le scarpe tutte rotte con la scopa di saggina viva viva la nonnina! | Sixième version La Befana vien di notte con le scarpe tutte rotte se ne compra un altro paio con la penna e il calamaio. Septième version La Befana vien di notte con le scarpe tutte rotte viene e bussa alla tua porta sai tu dirmi che ti porta? Huitième version La Befana vien di notte con le scarpe tutte rotte viene bussa e scappa via la Befana è mamma mia. Neuvième version La Befana vien di notte con le scarpe tutte rotte il suo sacco è pien di toppe e le ossa ha tutte rotte. Dixième version La Befana vien di notte con le scarpe tutte rotte il vestito trulla là la Befana eccomi qua! | Onzième version La Befana vien di notte con le scarpe tutte rotte con la gerla sulle spalle e le calze rosse e gialle. Douzième version La Befana vien di notte con le scarpe tutte rotte s'è scucita la sottana viva viva la Befana! Treizième version La Befana vien di notte con le scarpe tutte rotte il cappello alla tramontana viva viva la Befana! Quatorzième version Befana Befana che stai nella tana vestita di rosa portaci qualche cosa! Quinzième version Befana Befana con le scarpe tutte rotte col vestito da Furlana viva viva la Befana! |

## Littérature
Giovanni Pascoli (1855-1912) est l'auteur d'un poème en italien de 13 strophes intitulé La Befana.
En voici le début :
Viene viene la Befana,
vien dai monti a notte fonda.
Come è stanca! la circonda
neve, gelo e tramontana.
(Elle vient, elle vient, la Befana,
elle vient des montagnes quand la nuit tombe.
Comme elle est fatiguée ! L'environnent
la neige, le gel et le vent du Nord)
Ce poème peut être vu comme une allégorie de la condition humaine.